# رودريغو فالنزويلا
رودريغو فالنزويلا (بالإسبانية: Rodrigo Valenzuela)‏ (22 نوفمبر 1975 بسانتياغو في تشيلي - ) هو لاعب كرة قدم تشيلي في مركز الوسط. شارك مع منتخب تشيلي لكرة القدم. أما مع النوادي، فقد لعب مع الجامعي دي بيرو وسانتياغو واندررز وكلوب ليون ونادي أطلس ونادي أمريكا ونادي أونيفرسيداد دي تشيلي ونادي أونيفرسيداد كاتوليكا ويونيون إسبانيولا وتيبورونيس روخوس دي فيراكروز.

## وصلات خارجية
- رودريغو فالنزويلا على موقع قاعدة بيانات كرة القدم.إي يو (الإنجليزية)
- رودريغو فالنزويلا على موقع ناشيونال فوتبول تيمز (الإنجليزية)